# نيلسون غريني
نيلسون غريني هو لاعب كرة قدم أمريكية شمالية ‏ كندي، ولد في 1928 في سان لامبرت في كندا.